# 大宝六角れんが蔵
大宝六角れんが蔵（おおだからろっかくれんがぐら）は、愛知県海部郡飛島村大宝二丁目にある蔵。

## 概要
地元の大地主で貴族院議員でもあった大宝家の10代当主・大宝陣が、1908年（明治41年）頃に自身が経営する合資会社・大宝農林部の書類倉庫として建てた、煉瓦造り瓦葺き屋根の2階建ての蔵である。1994年（平成6年）に飛島村の有形文化財に指定された。
内外のいずれからも建屋の角（壁の接続面）が見える六角柱形状（クロイスターヴォルト様式）で、イギリス積みで組み上げられた煉瓦壁の上に煉瓦造りのドームを載せ、その上に日本式の瓦葺き屋根を施工している。
各辺から対辺に向かって直径40ミリの鋼棒が2本ずつ渡され、ドームが自重で外側に開かない工夫が施されている一方で、電磁波レーダー探査によれば壁の内部には補強鋼材などは無く、煉瓦のみで組み上げられている稀有な例であるという。
また、屋根瓦は残されていた刻印から現在の碧南市付近で製造されたもの（三州瓦）と判明し、後述する修復工事に際しても同所へ材料が発注された。
1階出入り口の鉄扉は板厚12～13ミリで推定重量は250キログラム。細部に渡って意匠が施されていた。また2階にも同じデザインの扉が設けられている。

### 修復工事
1994年の村文化財指定ののち、1996年（平成8年）から3か年計画で屋根瓦の葺き替えや煉瓦・目地の補修など修復作業が行なわれ、1999年（平成11年）には蔵への上がり段やフェンスの設置など周辺整備が実施された。